# Marcos Serrano
Marcos Antonio Serrano Rodríguez (ur. 8 września 1972 w Pontevedrze) – hiszpański kolarz szosowy.
Od 1993 jest kolarzem zawodowym, startując w grupach Kelme (do 1998) i Once-Eroski (od 1999, później pod nazwą Liberty Seguros, a następnie Astana-Würth). Uważany za jednego ze specjalistów od jazdy w górach. Do jego największych sukcesów należą wygrane w Vuelta a Castilla-Leon (2001) i wyścigu klasycznym Mediolan-Turyn (2004). Wielokrotnie startował w wielkich tourach; był 8. w Giro d’Italia i Vuelta Espana (1997), 9. w Tour de France (2001), 12. w Vuelta a España (2004). Wygrał XVIII etap Tour de France 2005.